# Shibataea
Shibataea is een geslacht van de tribus bamboe uit de grassenfamilie (Poaceae). De soorten van dit geslacht komen voor in gematigd Azië.

## Soorten
Van het geslacht zijn de volgende zeven soorten bekend:
- Shibataea chiangshanensis
- Shibataea chinensis
- Shibataea hispida
- Shibataea kumasasa
- Shibataea lanceifolia
- Shibataea nanpingensis
- Shibataea strigosa